# Ahmed al-Nami
Ahmed bin Abdullah al-Nami (em árabe: أحمد بن عبد الله النعمي, translit. Aḥmad bin ‘Abd Allāh al-Nāʿmī ; 7 de dezembro de 1977 – 11 de setembro de 2001) foi um sequestrador terrorista saudita. Ele foi um dos quatro sequestradores do voo 93 da United Airlines, que caiu em um campo no Condado de Somerset, Pensilvânia, após uma revolta de passageiros, como parte dos ataques de 11 de setembro de 2001 contra os Estados Unidos.
Nascido na Arábia Saudita, al-Nami serviu como muezim e era estudante universitário. Ele deixou sua família em 2000 para completar o Haje, mas depois foi para o Afeganistão com destino a um campo de treinamento da Al-Qaeda onde fez amizade com outros futuros sequestradores e logo seria escolhido para participar dos atentados.
Chegou aos Estados Unidos em maio de 2001, com visto de turista, onde se estabeleceria no estado da Flórida até o dia dos atentados. Em 11 de setembro de 2001, al-Nami embarcou no voo 93 e ajudou no sequestro do avião para que ele pudesse ser direcionado contra o Capitólio dos EUA ou a Casa Branca. O avião, em vez disso, caiu em uma zona rural da Pensilvânia depois de uma revolta de passageiros, que receberem informações de suas famílias sobre os outros três aviões sequestrados que atingiram o World Trade Center e o Pentágono. Al-Nami, juntamente com Ahmed al-Haznawi, são suspeitos de terem carregado a suposta bomba trazida a bordo do voo 93.

## Juventude e atividades
Ahmed al-Nami, assim como Wail al-Shehri, Waleed al-Shehri e Mohand al-Shehri, nasceu na província de Assir, na Arábia Saudita. Nascido na tribo dos coraixitas, al-Nami serviu como muezim na mesquita Seqeley depois de ter se tornado muito religioso em algum momento no início de 1999. Naquele outono, ele deixou a casa de sua família em Abha, no verão de 2000, para completar o Haje, mas nunca mais retornou - em vez disso, viajou para o campo de treinamento de Al Farouq, no Afeganistão, onde conheceu e fez amizade com Waleed e Wail al-Shehri, dois irmãos de Khamis Mushayt, e Saeed al-Ghamdi. Os quatro alegadamente comprometeram-se com a Jihad na primavera de 2000, numa cerimónia presidida por Wail al-Shehri – que se autodenominou Abu Mossaeb al-Janubi em homenagem a um dos companheiros de Maomé. Apelidado de "Abu Hashim", al-Nami era considerado "gentil" por seus colegas e relatou que teve um sonho em que montava uma égua junto com Maomé e que o profeta lhe disse para desmontar e lutar contra seus inimigos para libertar sua terra.
Em outubro, ele havia levado um possível sequestrador, Mushabib al-Hamlan, do Afeganistão para a Arábia Saudita, onde ambos obtiveram vistos B-1/B-2 de turista/negócios em 28 de outubro, mas al-Hamlan então decidiu não prosseguir e acredita-se que tenha voltou para sua família. O pedido de visto de al-Nami já havia sido analisado e, embora ele tenha mencionado que al-Hamlan viajaria com ele, ele listou sua ocupação como estudante, mas não forneceu o endereço de sua escola e listou o endereço pretendido nos Estados Unidos apenas como Los Angeles - no final ele nunca usou esse visto para entrar nos Estados Unidos, e relatou seu passaporte (C115007, que apresentava evidências de viagem ao Afeganistão) como "perdido" e adquiriu um novo em Gidá (C505363). Ele usou o novo passaporte para adquirir um novo visto B-1/B-2 em Jeddah em 23 de abril, novamente copiando suas respostas anteriores, embora cruzando as linhas relativas a al-Hamlan e tentativas anteriores de adquirir um visto.
Em meados de novembro de 2000, a Comissão do 11 de Setembro acreditava que al-Nami, Wail al-Shehri e Waleed al-Shehri, todos os quais tinham obtido os seus vistos para os EUA no final de outubro, viajaram num grupo da Arábia Saudita para Beirute e depois para o Irã, onde poderiam viajar para o Afeganistão sem carimbar os passaportes. Isto provavelmente se seguiu ao seu regresso à Arábia Saudita para obter passaportes "limpos". Acredita-se que um associado de um agente sênior do Hezbollah tenha estado no mesmo voo, embora isso possa ter sido uma coincidência.

### 2001
Em março de 2001, Ahmed al-Nami apareceu em um vídeo de despedida da Al-Qaeda mostrando 13 dos sequestradores antes de deixarem seu centro de treinamento em Kandahar; enquanto não fala, é visto estudando mapas e manuais de voo. Em 23 de abril, al-Nami foi registrado obtendo um novo visto para os EUA.
Em 28 de maio, al-Nami chegou aos Estados Unidos vindo de Dubai com os companheiros sequestradores Mohand al-Shehri e Hamza al-Ghamdi. No início de junho, al-Nami estava morando no apartamento 1504 do condomínio Delray Racquet Club com Saeed al-Ghamdi em Delray Beach, Flórida. Ele telefonou para sua família em Assir logo após chegar ao país. Em junho, ele telefonou para a família pela última vez.
Ele foi um dos nove sequestradores a abrir uma conta bancária SunTrust com depósito em dinheiro por volta de junho de 2001 e, em 29 de junho, recebeu uma carteira de identidade do estado da Flórida ou carteira de motorista. Ele pode ter sido um dos três sequestradores que listaram a Estação Aérea Naval em Pensacola, Flórida, como endereço permanente nas carteiras de motorista, embora outras fontes afirmem que ele listou o condomínio Delray. Em 28 de agosto, al-Nami e Ahmed al-Haznawi supostamente incomodaram uma moradora de Delray Beach, Maria Siscar Simpson, para deixá-los entrar em seu apartamento para recuperar uma toalha que havia caído na varanda dela.

## Ataques
Em 11 de setembro de 2001, al-Nami chegou a Newark para embarcar no voo 93 da United Airlines junto com al-Ghamdi, al-Haznawi e Jarrah. Alguns relatórios sugerem que al-Haznawi foi afastado para triagem, enquanto outros afirmam que não há registro se algum dos quatro foi examinado; a falta de câmeras CCTV na época agravou o problema. Nami embarcou no avião entre 7h39 e 7:48; sentado no assento 3C da primeira classe, ao lado de al-Ghamdi. Devido ao atraso rotineiro do voo, o piloto e a tripulação foram notificados dos sequestros anteriores e informados para ficarem em alerta, embora em dois minutos Jarrah tenha invadido a cabine, deixando os pilotos mortos ou feridos. Pelo menos duas das ligações feitas pelos passageiros indicam que os sequestradores usavam bandanas vermelhas. As ligações também indicavam que um deles havia amarrado uma caixa no torso e alegando que havia uma bomba dentro dela.
Os passageiros do avião ouviram por telefone o destino dos outros aviões sequestrados e organizaram um breve ataque para retomar a cabine. Três vezes em um período de cinco segundos houve gritos de dor ou angústia de um sequestrador fora da cabine, sugerindo que um sequestrador estava sendo atacado pelos passageiros. O avião caiu no interior da Pensilvânia e todos a bordo morreram.

## Impacto
Ele foi interpretado pelo ator britânico Jamie Harding no filme United 93 de 2006 e por Asim Wali no filme Flight 93.